# Pycreus altus
Pycreus altus là loài thực vật có hoa trong họ Cói. Loài này được (Turrill) Lye miêu tả khoa học đầu tiên năm 1981.